# Dubioza kolektiv
Dubioza kolektiv (nazývána některými fanoušky pouze jako Dubioza) je bosenská kapela ze Zenici, jejíž hudba se skládá z několika hudebních stylů reggae, dubu a rocku a politických textů.

## Historie
Dubioza Kolektiv zpívají o míru, porozumění, toleranci a velmi silně kritizují vlastenectví a nespravedlnost v Bosně a Hercegovině, jež měly za následek válku v Jugoslávii na počátku 90. let. Kapela byla založena členy hudebních skupin Gluho doba Against Def Age - Alan Hajduk, Almir Hasanbegović a Adis Zvekić ze Zenici a Ornamenti - Brano Jakubović a Vedran Mujagić ze Sarajeva. Později se ke kapele připojili kytarista Armin Bušatlić (ex-SCH, Beastly Stroke), bubeník Senad Šuta a perkusista Orhan Oha Maslo.

## Hudba
Dubioza Kolektiv vydalo své po sobě pojmenované první album v dubnu 2004. Druhé album s názvem Open Wide následovalo hned v prosinci 2004 a obsahuje skladby s rysy dubových pěvců Benjamin Zephiniah a Mush Khan z pákistánsko-anglické hudební skupiny Fun-da-mental. V červnu 2006 Dubioza Kolektiv vydalo album Dubnamite obsahující deset nových písní. Na albu hostují hudební skupina Defence a francouzský hudebník Niköll (Nicolas Cante). Album Firma ilegal bylo vydáno v březnu 2008. Firma ilegal je první album v rodném jazyce kapely, v bosenštině. Jako hosté na tomto albu vystoupili Adnan Hamidovic a.k.a. Frenkie a Gino Banana (Kultur Shock). Dubioza vydala v roce 2010 album 5 do 12, které obsahuje 9 písní v bosenštině a jako hosté alba jsou Saša Lošić Loša (Plavi orkestar) a makedonská kapela Superhiks. V roce 2011 vydala skupina album nazpívané v anglickém jazyce, s názvem Wild Wild East. Album s názvem Apsurdistan skupina vydala v dubnu 2013. Nazpíváno je opět kompletně v bosenštině a stejně jako album 5 do 12 je zdarma ke stažení na stránkách kapely. V roce 2015 vydala kapela album Happy Machine. Část písní je v bosenštině, část v angličtině. Skupina umístila album ke stažení, na pirátský portál Pirate Bay a dokonce mu věnovala i jednu z písní Free.mp3 (The Pirate Bay song). V roce 2017 vydala skupina své osmé studiové album, opět kompletně ve svém rodném jazyce a s názvem Pjesmice za djeci i odrasle. Další studiové album spatřilo světlo světa v roce 2020, je zpívané anglicky a má název #fakenews. Dosud poslední studiové album Agrikultura bylo vydáno v roce 2022.

## Diskografie
Studiová alba
- Dubioza kolektiv (2004)
- Dubnamite (2006)
- Nepopularni Singlovi (2007)
- Firma Ilegal (2008)
- 5 do 12 (2010)
- Wild Wild East (2011)
- Apsurdistan (2013)
- Happy Machine (2015)
- Pjesmice za djecu i odrasle (2017)
- #fakenews (2020)
- Agrikultura (2022)

EP
- Open Wide (EP) (2004)
- Happy Machine (EP) (2014)

### Videa
- Bring The System Down (2004)
- Be Highirly (2004)
- Bosnian Rastafaria (2005)
- Ovo Je Zatvor (2005)
- Receive (2006)
- Triple Head Monster (2007)
- Svi u Štrajk (2007)
- Šuti i trpi (2008)
- Making Money (2011)
- U.S.A. (2011)
- Kažu (2013)
- No Escape (from Balkan) (2014)
- Free.mp3 (The Pirate Bay Song) (2015)
- One More Time (2016)
- Himna generacije (2017)
- Treba mi zraka (2017)
- Rijaliti (2018)
- Take my Job Away feat. Robby Megabyte (2020)
- Može li (2022)

## Členové skupiny

### Současní členové
- Almir Hasanbegović: vokály
- Adis Zvekić: vokály
- Brano Jakubović: elektronika, akustická kytara
- Vedran Mujagić: basová kytara
- Jernej Šavel: kytara
- Mario Ševarac: saxofon
- Senad Šuta: bicí

### Dřívější členové
- Adisa Zvekić – vokály (2004–2008)
- Alan Hajduk – vokály (2004–2005)
- Emir Alić – bicí (2004–2007)
- Orhan Maslo Oha – perkuse (2006–2011)
- Armin Bušatlić – kytara (2004–2015)

## Festivaly
Skupina hrála na festivalech Sziget Festival v Budapešti (2005, 2012, 2017), Socha Reggae Riversplash ve Slovinsku (2005), Exit Festival v Srbsku (2005/2009), Eurosonic Festival v Nizozemí (2005), Topvar Rock Festival na Slovensku (2005/2006), Barevná planeta v Česku (2005), Trutnov Festival (2010), PradědaFest (2010), Brod (2022) lebeda festival v Česku,  Rototom Festival v Itálii (2006), Colours of Ostrava Festival v Česku (2006, 2011), Green Valley Festival v Rakousku (2006), Bruis Maastricht v Nizozemí (2008), Beer Festival v Makedonii (2009) a mnoha koncertů v Bosně a Hercegovině, Slovinsku a Chorvatsku. Dále také na festivalu ProtiProudu (2010). Taktéž skupina hrála na festivalu Mighty sounds a to čtyřikrát (2015, 2017, 2019 a 2024).